# Кристин, дочь Лавранса
«Кристин, дочь Лавранса» (норв. Kristin Lavransdatter) — историческая трилогия, написанная лауреатом Нобелевской премии Сигрид Унсет. Состоит из трёх частей: «Венец» (норв. Kransen, 1920 год), «Хозяйка» (норв. Husfrue, 1921 год) и «Крест» (норв. Korset, 1922 год).
Эта семейная сага вместе с циклом «Улав, сын Аудуна из Хествикена» принесла Унсет в 1928 году Нобелевскую премию по литературе («за запоминающееся описание скандинавского средневековья»).

## Сюжет
Роман повествует о жизни вымышленного персонажа — Кристин, дочери Лавранса. Она жила в XIV веке в Норвегии и была дочерью уважаемого и состоятельного хозяина усадьбы Йорюндгорд в долине Гюдбрандсдал. Действие трилогии охватывает период с 1310 по 1349 год.

### «Венец»
Кристин, дочь Лавранса, родилась в зажиточной и дружной семье, где кроме неё было ещё две дочери, но не было наследника-мальчика. Однажды с младшей сестрой Кристин — Ульвхильд — случилось несчастье, в результате которого девочка покалечилась. Ухаживать за ней пригласили фру Осхильд — женщину из королевского рода, которая вместе с тем пользовалась дурной репутацией ведьмы. Фру Осхильд делала всё, что возможно, но Ульвхильд так и не оправилась и не прожила долго. Когда Кристин достигла возраста невесты, её обручили с Симоном Дарре. Вместе с тем Кристин поддерживала отношения со своим другом детства по имени Арне, который был давно в неё влюблён. По просьбе Арне Кристин пошла попрощаться с ним в лесу перед его отъездом в город. Когда она возвращалась обратно, на неё напал попович Бентайн и попытался изнасиловать, но девушке удалось убежать. Позднее Бентайн распускал грязные слухи о Кристин и похвалялся своим успехом в присутствии Арне; между ними завязалась драка, и Арне был убит. Его мать обвинила Кристин в том, что это убийство произошло из-за её распущенности. Хотя семья заступалась за Кристин, слухи все же распространились, и Кристин сочла за лучшее отправиться в монастырь и пожить там некоторое время перед бракосочетанием с Симоном Дарре.
Гуляя в окрестностях монастыря, Кристин познакомилась с Эрлендом, племянником фру Осхильд. Эрленд происходил из знатного и богатого рода, однако имел не совсем честную репутацию — несколько лет назад он открыто жил с замужней женщиной и прижил с ней двоих детей. Однако, несмотря на все это, между молодыми людьми вспыхнула страсть, и Эрленд соблазнил Кристин. Чтобы не допустить позора любимой девушки, Эрленд согласился жениться на Кристин, хотя первоначально её отец возмутился разрывом помолвки с Симоном Дарре. Бывшая любовница Эрленда также не собиралась мириться с соперницей и попыталась отравить Кристин, но в итоге погибла сама. Эту страшную историю удалось сохранить в тайне.
Когда Эрленд и Кристин сочетались браком, невеста была уже беременна, что не удалось скрыть от Лавранса, для которого бесчестье дочери стало ударом.

### «Хозяйка»
Сразу после свадьбы Эрленд увёз жену в своё имение Хюсабю. Обнаружив, что имение находится в запущенном состоянии, Кристин как новая хозяйка берётся наводить там порядок. Её помощником стал незаконнорождённый родственник Эрленда по имени Ульв, которого она сделала управляющим Хюсабю. Кристин рожала сыновей одного за другим — после первенца Ноккве на свет появились Бьергюльф и Гэуте, затем близнецы Ивар и Скюле. Она также настояла, чтобы Эрленд взял в свой дом двоих своих незаконнорождённых детей — Орма и Маргарет. С Ормом Кристин подружилась, а вот Маргарет была своевольной и капризной, что становилось причиной частых ссор между супругами. Когда в округе началась эпидемия багряницы, заболели почти все обитатели Хюсабю, Орм умер, а Кристин потеряла своего нерождённого ребёнка.
Симон Дарре после смерти своей первой жены, с которой не был счастлив, посватался к младшей сестре Кристин, Рамборг, и получил согласие. Вскоре после этого скончались родители Кристин, и она получила в наследство имение Йорюнгорд, управление которым поручила Симону. К тому времени у неё родился шестой сын, которого она назвала Лаврансом в честь отца, вскоре появился и седьмой, названный Мюнаном.
Эрленд стал участником заговора против короля Магнуса, которого часть знати считала недостойным короны, однако заговор был раскрыт, причём Эрленд сам проболтался о нём своей любовнице. Эрленда судили и приговорили к смерти, только благодаря помощи Симона Дарре и заступничеству родственников, король согласился помиловать его. Однако Хюсабю было конфисковано в пользу короны, и Эрленду с Кристин пришлось переселиться в Йорюнгорд.

### «Крест»
Из-за преступления Эрленда его дети уже не могли рассчитывать на высокое положение в обществе, что очень расстраивало Кристин. Как-то во время очередной ссоры с мужем она напомнила ему про его измену, и уязвленный Эрленд покинул Йорюнгорд и поселился в маленьком домике в горах. Хотя оба супруга хотели помириться, гордость мешала им сделать это. Симон Дарре, умирая от лихорадки из-за пустячной раны, просил Кристин помириться с мужем, и та обещала ему. После смерти Симона она навестила Эрленда в его доме в горах, и между ними снова вспыхнула былая страсть. Вернувшись домой одна, Кристин поняла, что беременна, а по округе поползли слухи, что её ребёнок не от мужа, а от Ульва. Мальчик родился слабеньким и умер спустя несколько недель. Кристин открыто обвинили в блуде, взрослые сыновья вступились за неё, и их взяли под стражу. Младший, Лавранс, смог ускользнуть и сообщил Эрленду, что происходит. Тот бросился защищать жену с оружием в руках и получил смертельную рану.
Только потеряв мужа, Кристин поняла, как он был ей дорог. Беды на этом не закончились — вскоре она лишилась маленького Мюнана, а двое старших сыновей — ослепший Бьертольф и Нокве — ушли в монастырь. Близнецы и младший сын отправились в другие земли в поисках службы. Кристин поняла, что больше ничего не может сделать для своих детей, и решила отправиться в паломничество.
Кристин жила в монастыре, когда в страну пришла чума. Кристин узнала о смерти двоих своих старших сыновей, которые умерли от чумы, как и все остальные монахи. Обезумевшие от страха люди чуть было не совершили языческое жертвоприношение, но Кристин спасла ребёнка, которого собирались убить и вошла в зачумленный дом, чтобы предать земле тело умершей матери мальчика. Она заразилась и вскоре умерла, в предсмертном бреду видя дорогих и близких ей людей.

## Оценки и значение
Роман «Кристин, дочь Лавранса» был любимой книгой Марины Цветаевой. Она писала о ней: «Это лучшее, что написано о женской доле. Перед ней „Анна Каренина“ — эпизод».
В 1995 году на экраны вышла экранизация романа — фильм «Кристин, дочь Лавранса» / Kristin Lavransdatter, снятый режиссёром Лив Ульман (совместное производство Швеции, Норвегии и Германии).